# Liga Asobal 2011-12
La Liga Asobal 2011-12 tuvo el mismo sistema de competición de las últimas temporadas, con 16 equipos enfrentados todos contra todos a doble vuelta. Los equipos que ascendieron este año fueron la Sociedad Deportiva Octavio, que regresó a la máxima categoría después de una temporada, y el Obearagón BM Huesca, que jugó por primera vez en su historia en la Liga Asobal. Las dificultades económicas motivaron la desaparición de la Juventud Deportiva Arrate, con 65 años de existencia y en las últimas dos décadas compitiendo con los mejores. Fue sustituido por el Anaitasuna, que volvió así a la Liga Asobal 28 años después.
El defensor del título, el FC Barcelona Intersport, volvió a revalidar el trofeo, cediendo únicamente una derrota en todo el campeonato. El BM Atlético de Madrid y el Reale Ademar León, fueron segundo y tercero respectivamente, adjudicándose ambos una plaza para la siguiente Liga de Campeones de la EHF.

## Equipos
| Equipo                  | Entrenador             | Ciudad      | Pabellón                             | Aforo  | Marca    | Patrocinador     |
| ----------------------- | ---------------------- | ----------- | ------------------------------------ | ------ | -------- | ---------------- |
| Academia Octavio        | Enrique Domínguez      | Vigo        | Pabellón de As Travesas              | 3.500  | Salming  | Pilotes Posada   |
| Alser Puerto Sagunto    | Alberto Estornell      | Sagunto     | Pabellón Municipal Puerto de Sagunto | 2.500  | Bemiser  | Alser            |
| AMAYA Sport San Antonio | Juanto Apezetxea       | Pamplona    | Pabellón Universitario de Navarra    | 3.000  | Elements | AMAYA Sport      |
| BM Atlético de Madrid   | Talant Dujshebaev      | Madrid      | Palacio de Vistalegre                | 15.000 | Kempa    |                  |
| BM Ciudad Encantada     | "Zupo" Equisoain       | Cuenca      | Municipal El Sargal                  | 1.900  | Elements |                  |
| BM Huesca               | José Francisco Nolasco | Huesca      | Palacio Municipal de Huesca          | 5.500  | Rasán    | Obearagón        |
| Caja3 BM Aragón         | Mariano Ortega         | Zaragoza    | Pabellón Príncipe Felipe             | 12.000 | Kempa    | Caja3            |
| CBM Torrevieja          | Manolo Laguna          | Torrevieja  | Polideportivo Infanta Cristina       | 4.500  | Rasán    |                  |
| Cuatro Rayas Valladolid | Juan Carlos Pastor     | Valladolid  | Polideportivo Huerta del Rey         | 3.502  | Hummel   | Cuatro Rayas     |
| FC Barcelona Intersport | Xavi Pascual           | Barcelona   | Palau Blaugrana                      | 7.500  | Nike     | Intersport       |
| Fraikin BM Granollers   | Manolo Cadenas         | Granollers  | Palau d'Esports de Granollers        | 5.685  | Kempa    | Fraikin          |
| Helvetia Anaitasuna     | Aitor Etxaburu         | Pamplona    | Pabellón Anaitasuna                  | 2.500  | Salming  | Helvetia Seguros |
| Maygar BM Antequera     | Antonio Ortiz          | Antequera   | Municipal Fernando Argüelles         | 2.575  | Luanvi   | Maygar           |
| Naturhouse La Rioja     | Javier "Jota" González | Logroño     | Palacio de los Deportes              | 3.851  | Mercury  | Naturhouse       |
| Quabit BM Guadalajara   | Fernando Bolea         | Guadalajara | Multiusos de Guadalajara             | 5.894  | Rasán    | Quabit           |
| Reale Ademar León       | Isidoro Martínez       | León        | Palacio Municipal de Deportes        | 6.000  | Macron   | Reale - Feve     |

### Equipos por comunidades autónomas
| Comunidad autónoma   | N.º | Equipos                                         |
| -------------------- | --- | ----------------------------------------------- |
| Aragón               | 2   | Caja3 BM Aragón y BM Huesca                     |
| Cataluña             | 2   | FC Barcelona Intersport y Fraikin BM Granollers |
| Castilla-La Mancha   | 2   | BM Ciudad Encantada y Quabit BM Guadalajara     |
| Castilla y León      | 2   | Reale Ademar León y Cuatro Rayas Valladolid     |
| Comunidad Valenciana | 2   | CBM Torrevieja y Alser Puerto Sagunto           |
| Navarra              | 2   | AMAYA Sport San Antonio y Helvetia Anaitasuna   |
| Andalucía            | 1   | Maygar BM Antequera                             |
| Comunidad de Madrid  | 1   | BM Atlético de Madrid                           |
| Galicia              | 1   | Academia Octavio                                |
| La Rioja             | 1   | Naturhouse La Rioja                             |

### Cambios de entrenadores
| Equipo       | Entrenador (jornadas)                  |
| ------------ | -------------------------------------- |
| BM Antequera | Paco Castillo (1-7) Antonio Ortiz (8-) |

| Equipo               | Entrenador (jornadas)                       |
| -------------------- | ------------------------------------------- |
| Alser Puerto Sagunto | Goran Dzokic (1-19) Alberto Estornell (19-) |

## Clasificación
| Pos | Equipo                      | J  | G  | E | P  | GF   | GC  | Dif  | Pts |
| --- | --------------------------- | -- | -- | - | -- | ---- | --- | ---- | --- |
| 1   | FC Barcelona Intersport (C) | 30 | 29 | 0 | 1  | 1012 | 752 | +260 | 58  |
| 2   | BM Atlético de Madrid       | 30 | 28 | 1 | 1  | 1047 | 771 | +276 | 57  |
| 3   | Reale Ademar León           | 30 | 20 | 4 | 6  | 906  | 796 | +110 | 44  |
| 4   | Cuatro Rayas Valladolid     | 30 | 20 | 3 | 7  | 855  | 779 | +76  | 43  |
| 5   | Caja3 BM Aragón             | 30 | 16 | 0 | 14 | 882  | 861 | +21  | 32  |
| 6   | BM Ciudad Encantada         | 30 | 15 | 1 | 14 | 808  | 874 | -66  | 31  |
| 7   | Naturhouse La Rioja         | 30 | 12 | 5 | 13 | 845  | 862 | -17  | 29  |
| 8   | Fraikin BM Granollers       | 30 | 12 | 2 | 16 | 844  | 867 | -23  | 26  |
| 9   | CBM Torrevieja              | 30 | 10 | 6 | 14 | 785  | 802 | -17  | 26  |
| 10  | AMAYA Sport San Antonio     | 30 | 10 | 4 | 16 | 864  | 888 | -24  | 24  |
| 11  | BM Huesca (A)               | 30 | 9  | 4 | 17 | 827  | 914 | -87  | 22  |
| 12  | Helvetia Anaitasuna (A)     | 30 | 8  | 6 | 16 | 781  | 881 | -100 | 22  |
| 13  | Academia Octavio (A)        | 30 | 7  | 6 | 17 | 800  | 893 | -93  | 20  |
| 14  | Quabit BM Guadalajara       | 30 | 7  | 4 | 19 | 787  | 871 | -84  | 18  |
| 15  | Maygar BM Antequera         | 30 | 7  | 3 | 20 | 783  | 892 | -109 | 17  |
| 16  | Alser Puerto Sagunto        | 30 | 3  | 5 | 22 | 758  | 881 | -123 | 11  |

|  | EHF Champions League               |
|  | EHF European Cup                   |
|  | Descenso a División de Honor Plata |
|  | (C) Campeón Liga 2011              |
|  | (A) Ascendidos 2011                |

- Nota: Ascienden de División de Honor Plata: ARS Palma Naranja y Frigoríficos Morrazo Cangas.
- Nota: Finalizada la temporada

## Resultados
Los horarios corresponden a la CET (Hora Central Europea) UTC+1 en horario estándar y UTC+2 en horario de verano.
| Academia Octavio        | 29 - 28 | Quabit BM Guadalajara   | 9 de septiembre  | 20:45 |             |
| BM Huesca               | 33 - 24 | AMAYA Sport San Antonio | 9 de septiembre  | 21:00 |             |
| Reale Ademar León       | 29 - 24 | CBM Torrevieja          | 10 de septiembre | 18:00 |             |
| FC Barcelona Intersport | 34 - 23 | Naturhouse La Rioja     | 10 de septiembre | 18:30 | Sportmanía  |
| Fraikin BM Granollers   | 29 - 30 | Helvetia Anaitasuna     | 10 de septiembre | 18:30 |             |
| BM Antequera            | 26 - 32 | Caja3 BM Aragón         | 10 de septiembre | 18:30 |             |
| BM Ciudad Encantada     | 26 - 25 | Alser Puerto Sagunto    | 10 de septiembre | 19:00 |             |
| BM Atlético de Madrid   | 29 - 27 | Cuatro Rayas Valladolid | 11 de septiembre | 20:15 | Teledeporte |

| CBM Torrevieja          | 28 - 39 | BM Atlético de Madrid   | 17 de septiembre | 18:30 | Sportmanía  |
| Alser Puerto Sagunto    | 30 - 34 | Fraikin BM Granollers   | 17 de septiembre | 18:30 |             |
| Caja3 BM Aragón         | 33 - 27 | Academia Octavio        | 17 de septiembre | 19:00 |             |
| AMAYA Sport San Antonio | 33 - 27 | BM Antequera            | 17 de septiembre | 20:00 |             |
| Cuatro Rayas Valladolid | 34 - 26 | BM Huesca               | 17 de septiembre | 20:00 |             |
| Quabit BM Guadalajara   | 28 - 31 | BM Ciudad Encantada     | 17 de septiembre | 20:30 |             |
| Helvetia Anaitasuna     | 23 - 35 | FC Barcelona Intersport | 18 de septiembre | 12:30 |             |
| Naturhouse La Rioja     | 25 - 28 | Reale Ademar León       | 18 de septiembre | 20:15 | Teledeporte |

| Fraikin BM Granollers   | 31 - 28 | Quabit BM Guadalajara   | 23 de septiembre | 20:45 |             |
| Academia Octavio        | 32 - 21 | AMAYA Sport San Antonio | 23 de septiembre | 20:45 |             |
| CBM Torrevieja          | 32 - 32 | Naturhouse La Rioja     | 24 de septiembre | 18:00 |             |
| Reale Ademar León       | 31 - 25 | Helvetia Anaitasuna     | 24 de septiembre | 18:00 |             |
| BM Ciudad Encantada     | 34 - 30 | Caja3 BM Aragón         | 24 de septiembre | 18:30 | Sportmanía  |
| BM Antequera            | 28 - 27 | Cuatro Rayas Valladolid | 24 de septiembre | 18:30 |             |
| BM Atlético de Madrid   | 41 - 29 | BM Huesca               | 25 de septiembre | 12:30 |             |
| FC Barcelona Intersport | 33 - 26 | Alser Puerto Sagunto    | 25 de septiembre | 20:15 | Teledeporte |

| Alser Puerto Sagunto    | 26 - 30 | Reale Ademar León       | 28 de septiembre | 20:15 |             |
| Quabit BM Guadalajara   | 25 - 40 | FC Barcelona Intersport | 28 de septiembre | 20:30 | Sportmanía  |
| Naturhouse La Rioja     | 29 - 33 | BM Atlético de Madrid   | 28 de septiembre | 20:45 | Teledeporte |
| BM Huesca               | 33 - 30 | BM Antequera            | 30 de septiembre | 21:00 |             |
| Caja3 BM Aragón         | 35 - 27 | Fraikin BM Granollers   | 1 de octubre     | 19:00 |             |
| AMAYA Sport San Antonio | 29 - 24 | BM Ciudad Encantada     | 1 de octubre     | 20:00 |             |
| Cuatro Rayas Valladolid | 28 - 22 | Academia Octavio        | 1 de octubre     | 20:00 |             |
| Helvetia Anaitasuna     | 27 - 28 | CBM Torrevieja          | 2 de octubre     | 12:30 |             |

| BM Ciudad Encantada     | 20 - 32 | Cuatro Rayas Valladolid | 5 de octubre | 20:30 | Sportmanía         |
| Reale Ademar León       | 34 - 18 | Quabit BM Guadalajara   | 5 de octubre | 20:45 |                    |
| BM Atlético de Madrid   | 41 - 28 | BM Antequera            | 5 de octubre | 21:00 |                    |
| Fraikin BM Granollers   | 29 - 28 | AMAYA Sport San Antonio | 7 de octubre | 20:45 | Teledeporte        |
| Academia Octavio        | 31 - 29 | BM Huesca               | 7 de octubre | 20:45 |                    |
| CBM Torrevieja          | 34 - 22 | Alser Puerto Sagunto    | 8 de octubre | 18:00 |                    |
| Naturhouse La Rioja     | 28 - 20 | Helvetia Anaitasuna     | 8 de octubre | 20:00 |                    |
| FC Barcelona Intersport | 34 - 25 | Caja3 BM Aragón         | 9 de octubre | 19:00 | Esport3 y Barça TV |

| AMAYA Sport San Antonio | 23 - 29 | FC Barcelona Intersport | 12 de octubre | 12:30 |             |
| Cuatro Rayas Valladolid | 30 - 24 | Fraikin BM Granollers   | 12 de octubre | 12:30 |             |
| Helvetia Anaitasuna     | 29 - 40 | BM Atlético de Madrid   | 12 de octubre | 18:30 | Sportmanía  |
| Caja3 BM Aragón         | 30 - 26 | Reale Ademar León       | 12 de octubre | 20:45 | Teledeporte |
| BM Antequera            | 28 - 34 | Academia Octavio        | 15 de octubre | 16:15 | Canal Sur   |
| Quabit BM Guadalajara   | 23 - 27 | CBM Torrevieja          | 15 de octubre | 18:00 |             |
| Alser Puerto Sagunto    | 34 - 31 | Naturhouse La Rioja     | 15 de octubre | 18:30 |             |
| BM Huesca               | 27 - 27 | BM Ciudad Encantada     | 15 de octubre | 20:15 |             |

| FC Barcelona Intersport | 32 - 23 | Cuatro Rayas Valladolid | 19 de octubre | 18:45 | Teledeporte |
| Reale Ademar León       | 33 - 30 | AMAYA Sport San Antonio | 19 de octubre | 20:30 | Sportmanía  |
| BM Atlético de Madrid   | 52 - 27 | Academia Octavio        | 19 de octubre | 21:00 |             |
| Fraikin BM Granollers   | 33 - 29 | BM Huesca               | 21 de octubre | 20:45 |             |
| CBM Torrevieja          | 29 - 26 | Caja3 BM Aragón         | 22 de octubre | 18:00 |             |
| Helvetia Anaitasuna     | 32 - 26 | Alser Puerto Sagunto    | 22 de octubre | 19:00 |             |
| BM Ciudad Encantada     | 30 - 26 | BM Antequera            | 22 de octubre | 19:00 |             |
| Naturhouse La Rioja     | 28 - 26 | Quabit BM Guadalajara   | 22 de octubre | 20:00 |             |

| Quabit BM Guadalajara   | 30 - 25 | Helvetia Anaitasuna     | 28 de octubre | 20:00 |             |
| Academia Octavio        | 34 - 30 | BM Ciudad Encantada     | 28 de octubre | 20:45 |             |
| BM Antequera            | 32 - 29 | Fraikin BM Granollers   | 29 de octubre | 17:30 |             |
| BM Huesca               | 24 - 35 | FC Barcelona Intersport | 29 de octubre | 18:30 | Sportmanía  |
| Alser Puerto Sagunto    | 27 - 39 | BM Atlético de Madrid   | 29 de octubre | 18:30 |             |
| Caja3 BM Aragón         | 31 - 24 | Naturhouse La Rioja     | 29 de octubre | 19:00 |             |
| AMAYA Sport San Antonio | 27 - 21 | CBM Torrevieja          | 29 de octubre | 20:00 |             |
| Cuatro Rayas Valladolid | 28 - 23 | Reale Ademar León       | 30 de octubre | 20:15 | Teledeporte |

| CBM Torrevieja          | 25 - 25 | Cuatro Rayas Valladolid | 11 de noviembre | 20:45 |             |
| Fraikin BM Granollers   | 31 - 31 | Academia Octavio        | 11 de noviembre | 20:45 |             |
| FC Barcelona Intersport | 42 - 22 | BM Antequera            | 11 de noviembre | 21:00 |             |
| Reale Ademar León       | 35 - 20 | BM Huesca               | 12 de noviembre | 18:00 |             |
| BM Atlético de Madrid   | 38 - 24 | BM Ciudad Encantada     | 12 de noviembre | 18:30 | Sportmanía  |
| Helvetia Anaitasuna     | 32 - 29 | Caja3 BM Aragón         | 12 de noviembre | 20:00 |             |
| Naturhouse La Rioja     | 32 - 25 | AMAYA Sport San Antonio | 12 de noviembre | 20:00 |             |
| Alser Puerto Sagunto    | 25 - 28 | Quabit BM Guadalajara   | 13 de noviembre | 20:45 | Teledeporte |

| Academia Octavio        | 22 - 35 | FC Barcelona Intersport | 16 de noviembre | 20:30 | Sportmanía  |
| BM Antequera            | 24 - 24 | Reale Ademar León       | 16 de noviembre | 20:45 |             |
| BM Huesca               | 20 - 23 | CBM Torrevieja          | 18 de noviembre | 21:00 |             |
| Quabit BM Guadalajara   | 23 - 39 | BM Atlético de Madrid   | 19 de noviembre | 18:00 |             |
| Caja3 BM Aragón         | 32 - 23 | Alser Puerto Sagunto    | 19 de noviembre | 19:00 |             |
| BM Ciudad Encantada     | 29 - 24 | Fraikin BM Granollers   | 19 de noviembre | 19:00 |             |
| Cuatro Rayas Valladolid | 30 - 30 | Naturhouse La Rioja     | 19 de noviembre | 20:00 |             |
| AMAYA Sport San Antonio | 28 - 28 | Helvetia Anaitasuna     | 19 de noviembre | 20:15 | Teledeporte |

| BM Atlético de Madrid   | 32 - 28 | Fraikin BM Granollers   | 22 de noviembre | 19:00 | Teledeporte |
| FC Barcelona Intersport | 39 - 22 | BM Ciudad Encantada     | 22 de noviembre | 20:30 |             |
| Quabit BM Guadalajara   | 25 - 28 | Caja3 BM Aragón         | 23 de noviembre | 20:30 |             |
| Helvetia Anaitasuna     | 21 - 31 | Cuatro Rayas Valladolid | 23 de noviembre | 20:30 | Sportmanía  |
| Reale Ademar León       | 30 - 19 | Academia Octavio        | 23 de noviembre | 20:45 |             |
| Alser Puerto Sagunto    | 30 - 27 | AMAYA Sport San Antonio | 26 de noviembre | 16:00 | Nou Dos     |
| CBM Torrevieja          | 29 - 22 | BM Antequera            | 26 de noviembre | 18:00 |             |
| Naturhouse La Rioja     | 38 - 34 | BM Huesca               | 26 de noviembre | 20:00 |             |

| Caja3 BM Aragón         | 24 - 26 | BM Atlético de Madrid   | 29 de noviembre | 20:30 | Sportmanía  |
| Cuatro Rayas Valladolid | 32 - 25 | Alser Puerto Sagunto    | 30 de noviembre | 20:30 |             |
| Fraikin BM Granollers   | 24 - 33 | FC Barcelona Intersport | 30 de noviembre | 20:45 | Teledeporte |
| BM Ciudad Encantada     | 24 - 27 | Reale Ademar León       | 30 de noviembre | 21:00 |             |
| Academia Octavio        | 19 - 19 | CBM Torrevieja          | 2 de diciembre  | 20:45 |             |
| BM Huesca               | 29 - 27 | Helvetia Anaitasuna     | 2 de diciembre  | 21:00 |             |
| BM Antequera            | 25 - 26 | Naturhouse La Rioja     | 3 de diciembre  | 18:30 |             |
| AMAYA Sport San Antonio | 27 - 27 | Quabit BM Guadalajara   | 3 de diciembre  | 20:00 |             |

| BM Atlético de Madrid | 23 - 25 | FC Barcelona Intersport | 10 de diciembre | 16:00 | Teledeporte |
| CBM Torrevieja        | 23 - 25 | BM Ciudad Encantada     | 10 de diciembre | 18:00 |             |
| Reale Ademar León     | 30 - 27 | Fraikin BM Granollers   | 10 de diciembre | 18:00 |             |
| Quabit BM Guadalajara | 31 - 31 | Cuatro Rayas Valladolid | 10 de diciembre | 18:30 | Sportmanía  |
| Alser Puerto Sagunto  | 27 - 27 | BM Huesca               | 10 de diciembre | 18:30 |             |
| Helvetia Anaitasuna   | 27 - 26 | BM Antequera            | 10 de diciembre | 19:00 |             |
| Naturhouse La Rioja   | 31 - 28 | Academia Octavio        | 10 de diciembre | 19:00 |             |
| Caja3 BM Aragón       | 29 - 34 | AMAYA Sport San Antonio | 11 de diciembre | 19:30 |             |

| BM Atlético de Madrid   | 37 - 31 | AMAYA Sport San Antonio | 13 de diciembre | 20:30 |             |
| FC Barcelona Intersport | 38 - 31 | Reale Ademar León       | 13 de diciembre | 20:45 | Teledeporte |
| Cuatro Rayas Valladolid | 29 - 26 | Caja3 BM Aragón         | 14 de diciembre | 20:30 | Sportmanía  |
| BM Antequera            | 27 - 24 | Alser Puerto Sagunto    | 14 de diciembre | 20:45 |             |
| Academia Octavio        | 29 - 19 | Helvetia Anaitasuna     | 14 de diciembre | 20:45 |             |
| Fraikin BM Granollers   | 28 - 20 | CBM Torrevieja          | 14 de diciembre | 20:45 |             |
| BM Huesca               | 30 - 37 | Quabit BM Guadalajara   | 14 de diciembre | 21:00 |             |
| BM Ciudad Encantada     | 31 - 30 | Naturhouse La Rioja     | 14 de diciembre | 21:00 |             |

| Caja3 BM Aragón         | 31 - 29 | BM Huesca               | 17 de diciembre | 16:15 | Aragón TV   |
| Quabit BM Guadalajara   | 37 - 23 | BM Antequera            | 17 de diciembre | 18:00 |             |
| Alser Puerto Sagunto    | 29 - 29 | Academia Octavio        | 17 de diciembre | 18:30 |             |
| CBM Torrevieja          | 32 - 34 | FC Barcelona Intersport | 17 de diciembre | 18:30 | Sportmanía  |
| AMAYA Sport San Antonio | 32 - 34 | Cuatro Rayas Valladolid | 17 de diciembre | 20:00 |             |
| Reale Ademar León       | 31 - 39 | BM Atlético de Madrid   | 17 de diciembre | 20:15 | Teledeporte |
| Helvetia Anaitasuna     | 34 - 27 | BM Ciudad Encantada     | 18 de diciembre | 12:30 |             |
| Naturhouse La Rioja     | 33 - 27 | Fraikin BM Granollers   | 18 de diciembre | 19:30 |             |

| Caja3 BM Aragón         | 32 - 26 | BM Antequera            | 3 de febrero | 20:45 |             |
| CBM Torrevieja          | 22 - 22 | Reale Ademar León       | 4 de febrero | 18:00 |             |
| Quabit BM Guadalajara   | 28 - 23 | Academia Octavio        | 4 de febrero | 18:00 |             |
| Alser Puerto Sagunto    | 25 - 28 | BM Ciudad Encantada     | 4 de febrero | 18:30 |             |
| Cuatro Rayas Valladolid | 22 - 28 | BM Atlético de Madrid   | 4 de febrero | 18:30 | Sportmanía  |
| AMAYA Sport San Antonio | 37 - 23 | BM Huesca               | 4 de febrero | 20:00 |             |
| Helvetia Anaitasuna     | 24 - 33 | Fraikin BM Granollers   | 5 de febrero | 12:30 |             |
| Naturhouse La Rioja     | 22 - 32 | FC Barcelona Intersport | 5 de febrero | 20:15 | Teledeporte |

| FC Barcelona Intersport | 32 - 18 | Helvetia Anaitasuna     | 8 de febrero  | 19:00 |             |
| Fraikin BM Granollers   | 31 - 28 | Alser Puerto Sagunto    | 8 de febrero  | 20:00 |             |
| BM Atlético de Madrid   | 34 - 20 | CBM Torrevieja          | 8 de febrero  | 20:30 |             |
| Reale Ademar León       | 38 - 27 | Naturhouse La Rioja     | 8 de febrero  | 20:30 | Sportmanía  |
| Academia Octavio        | 26 - 29 | Caja3 BM Aragón         | 8 de febrero  | 20:45 |             |
| BM Antequera            | 32 - 28 | AMAYA Sport San Antonio | 11 de febrero | 18:30 |             |
| BM Ciudad Encantada     | 28 - 27 | Quabit BM Guadalajara   | 11 de febrero | 19:00 |             |
| BM Huesca               | 29 - 30 | Cuatro Rayas Valladolid | 12 de febrero | 20:15 | Teledeporte |

| Alser Puerto Sagunto    | 20 - 27 | FC Barcelona Intersport | 15 de febrero | 20:30 | Sportmanía  |
| Quabit BM Guadalajara   | 26 - 28 | Fraikin BM Granollers   | 15 de febrero | 20:30 |             |
| Helvetia Anaitasuna     | 26 - 26 | Reale Ademar León       | 15 de febrero | 20:45 | Teledeporte |
| Caja3 BM Aragón         | 27 - 24 | BM Ciudad Encantada     | 15 de febrero | 20:45 |             |
| BM Huesca               | 27 - 38 | BM Atlético de Madrid   | 15 de febrero | 21:00 |             |
| Naturhouse La Rioja     | 24 - 24 | CBM Torrevieja          | 18 de febrero | 20:00 |             |
| AMAYA Sport San Antonio | 31 - 27 | Academia Octavio        | 18 de febrero | 20:00 |             |
| Cuatro Rayas Valladolid | 31 - 24 | Maygar BM Antequera     | 18 de febrero | 20:00 |             |

| FC Barcelona Intersport | 36 - 23 | Quabit BM Guadalajara   | 22 de febrero | 20:00 |             |
| BM Atlético de Madrid   | 38 - 27 | Naturhouse La Rioja     | 22 de febrero | 20:30 | Sportmanía  |
| Reale Ademar León       | 30 - 26 | Alser Puerto Sagunto    | 22 de febrero | 20:45 |             |
| Fraikin BM Granollers   | 30 - 34 | Caja3 BM Aragón         | 24 de febrero | 20:45 |             |
| Academia Octavio        | 23 - 30 | Cuatro Rayas Valladolid | 24 de febrero | 20:45 |             |
| CBM Torrevieja          | 24 - 13 | Helvetia Anaitasuna     | 25 de febrero | 16:00 | Nou 2       |
| Maygar BM Antequera     | 26 - 24 | BM Huesca               | 25 de febrero | 18:30 |             |
| BM Ciudad Encantada     | 25 - 22 | AMAYA Sport San Antonio | 26 de febrero | 20:15 | Teledeporte |

| AMAYA Sport San Antonio | 30 - 28 | Fraikin BM Granollers   | 2 de marzo | 20:00 |             |
| BM Huesca               | 27 - 26 | Academia Octavio        | 2 de marzo | 21:00 |             |
| Alser Puerto Sagunto    | 22 - 32 | CBM Torrevieja          | 3 de marzo | 16:00 | Nou 2       |
| Quabit BM Guadalajara   | 20 - 23 | Reale Ademar León       | 3 de marzo | 18:30 | Sportmanía  |
| Maygar BM Antequera     | 23 - 32 | BM Atlético de Madrid   | 3 de marzo | 18:30 |             |
| Cuatro Rayas Valladolid | 32 - 27 | BM Ciudad Encantada     | 3 de marzo | 20:00 |             |
| Helvetia Anaitasuna     | 29 - 28 | Naturhouse La Rioja     | 4 de marzo | 12:30 |             |
| Caja3 BM Aragón         | 29 - 31 | FC Barcelona Intersport | 4 de marzo | 18:00 | Teledeporte |

| FC Barcelona Intersport | 34 - 33 | AMAYA Sport San Antonio | 14 de marzo | 20:00 |             |
| Reale Ademar León       | 33 - 30 | Caja3 BM Aragón         | 14 de marzo | 20:45 |             |
| Academia Octavio        | 31 - 31 | Maygar BM Antequera     | 16 de marzo | 20:45 |             |
| CBM Torrevieja          | 32 - 23 | Quabit BM Guadalajara   | 17 de marzo | 18:00 |             |
| BM Atlético de Madrid   | 37 - 23 | Helvetia Anaitasuna     | 17 de marzo | 18:30 |             |
| BM Ciudad Encantada     | 32 - 29 | BM Huesca               | 17 de marzo | 18:30 | Sportmanía  |
| Naturhouse La Rioja     | 28 - 21 | Alser Puerto Sagunto    | 17 de marzo | 20:00 |             |
| Fraikin BM Granollers   | 21 - 29 | Cuatro Rayas Valladolid | 18 de marzo | 12:30 | Teledeporte |

| Cuatro Rayas Valladolid | 27 - 28 | FC Barcelona Intersport | 21 de marzo | 20:30 | Sportmanía  |
| AMAYA Sport San Antonio | 36 - 35 | Reale Ademar León       | 21 de marzo | 20:30 |             |
| Caja3 BM Aragón         | 27 - 25 | CBM Torrevieja          | 21 de marzo | 20:45 |             |
| Academia Octavio        | 19 - 31 | BM Atlético de Madrid   | 21 de marzo | 20:45 |             |
| BM Huesca               | 31 - 26 | Fraikin BM Granollers   | 23 de marzo | 21:00 |             |
| Quabit BM Guadalajara   | 25 - 24 | Naturhouse La Rioja     | 24 de marzo | 14:00 | Teledeporte |
| Alser Puerto Sagunto    | 21 - 25 | Helvetia Anaitasuna     | 24 de marzo | 18:30 |             |
| Maygar BM Antequera     | 21 - 22 | BM Ciudad Encantada     | 24 de marzo | 18:30 |             |

| FC Barcelona Intersport | 38 - 27 | BM Huesca               | 28 de marzo | 19:00 |            |
| BM Atlético de Madrid   | 36 - 17 | Alser Puerto Sagunto    | 28 de marzo | 19:30 |            |
| Helvetia Anaitasuna     | 23 - 23 | Quabit BM Guadalajara   | 28 de marzo | 20:00 |            |
| Reale Ademar León       | 32 - 22 | Cuatro Rayas Valladolid | 28 de marzo | 20:30 | Sportmanía |
| Naturhouse La Rioja     | 26 - 27 | Caja3 BM Aragón         | 28 de marzo | 20:45 |            |
| CBM Torrevieja          | 30 - 31 | AMAYA Sport San Antonio | 28 de marzo | 20:45 |            |
| BM Ciudad Encantada     | 27 - 26 | Academia Octavio        | 28 de marzo | 21:00 |            |
| Fraikin BM Granollers   | 26 - 19 | Maygar BM Antequera     | 31 de marzo | 16:15 | Esport3    |

| Academia Octavio        | 26 - 38 | Fraikin BM Granollers   | 13 de abril | 20:45 |             |
| Quabit BM Guadalajara   | 25 - 25 | Alser Puerto Sagunto    | 14 de abril | 18:00 |             |
| Maygar BM Antequera     | 26 - 34 | FC Barcelona Intersport | 14 de abril | 18:30 | Sportmanía  |
| Caja3 BM Aragón         | 30 - 33 | Helvetia Anaitasuna     | 14 de abril | 19:00 |             |
| AMAYA Sport San Antonio | 31 - 31 | Naturhouse La Rioja     | 14 de abril | 20:00 |             |
| Cuatro Rayas Valladolid | 25 - 21 | CBM Torrevieja          | 14 de abril | 20:00 |             |
| BM Ciudad Encantada     | 25 - 30 | BM Atlético de Madrid   | 15 de abril | 12:00 |             |
| BM Huesca               | 29 - 37 | Reale Ademar León       | 15 de abril | 20:15 | Teledeporte |

| FC Barcelona Intersport | 36 - 25 | Academia Octavio        | 16 de abril | 20:00 |             |
| Alser Puerto Sagunto    | 26 - 28 | Caja3 BM Aragón         | 17 de abril | 20:15 |             |
| BM Atlético de Madrid   | 42 - 27 | Quabit BM Guadalajara   | 18 de abril | 19:30 |             |
| Reale Ademar León       | 26 - 18 | Maygar BM Antequera     | 18 de abril | 20:45 |             |
| Fraikin BM Granollers   | 27 - 21 | BM Ciudad Encantada     | 20 de abril | 20:45 |             |
| CBM Torrevieja          | 23 - 26 | BM Huesca               | 21 de abril | 16:00 |             |
| Helvetia Anaitasuna     | 27 - 27 | AMAYA Sport San Antonio | 21 de abril | 18:30 | Sportmanía  |
| Naturhouse La Rioja     | 25 - 23 | Cuatro Rayas Valladolid | 22 de abril | 20:15 | Teledeporte |

| BM Ciudad Encantada     | 23 - 32 | FC Barcelona Intersport | 24 de abril | 21:00 |             |
| Academia Octavio        | 21 - 30 | Reale Ademar León       | 25 de abril | 20:15 |             |
| Fraikin BM Granollers   | 18 - 26 | BM Atlético de Madrid   | 25 de abril | 20:30 | Sportmanía  |
| Caja3 BM Aragón         | 34 - 27 | Quabit BM Guadalajara   | 25 de abril | 20:45 | Teledeporte |
| Maygar BM Antequera     | 26 - 27 | CBM Torrevieja          | 28 de abril | 18:30 |             |
| AMAYA Sport San Antonio | 23 - 26 | Alser Puerto Sagunto    | 28 de abril | 20:00 |             |
| Cuatro Rayas Valladolid | 33 - 24 | Helvetia Anaitasuna     | 28 de abril | 20:00 |             |
| BM Huesca               | 27 - 25 | Naturhouse La Rioja     | 28 de abril | 20:15 |             |

| FC Barcelona Intersport | 33 - 23 | Fraikin BM Granollers   | 4 de mayo  | 21:00 | Esport3     |
| CBM Torrevieja          | 29 - 29 | Academia Octavio        | 5 de mayo  | 18:00 |             |
| Alser Puerto Sagunto    | 25 - 26 | Cuatro Rayas Valladolid | 5 de mayo  | 18:30 |             |
| Reale Ademar León       | 40 - 29 | BM Ciudad Encantada     | 5 de mayo  | 18:30 | Sportmanía  |
| Quabit BM Guadalajara   | 29 - 25 | AMAYA Sport San Antonio | 5 de mayo  | 20:00 |             |
| Naturhouse La Rioja     | 34 - 32 | Maygar BM Antequera     | 5 de mayo  | 20:00 |             |
| BM Atlético de Madrid   | 35 - 31 | Caja3 BM Aragón         | 6 de mayo  | 20:15 | Teledeporte |
| Helvetia Anaitasuna     | 28 - 28 | BM Huesca               | 16 de mayo | 20:00 |             |

| Fraikin BM Granollers   | 34 - 37 | Reale Ademar León     | 10 de mayo | 20:30 | Esport3     |
| AMAYA Sport San Antonio | 35 - 29 | Caja3 BM Aragón       | 12 de mayo | 18:30 |             |
| BM Huesca               | 22 - 22 | Alser Puerto Sagunto  | 12 de mayo | 18:30 | Sportmanía  |
| Maygar BM Antequera     | 33 - 30 | Helvetia Anaitasuna   | 12 de mayo | 18:30 |             |
| BM Ciudad Encantada     | 33 - 26 | CBM Torrevieja        | 12 de mayo | 19:00 |             |
| Cuatro Rayas Valladolid | 27 - 24 | Quabit BM Guadalajara | 12 de mayo | 20:00 |             |
| Academia Octavio        | 26 - 28 | Naturhouse La Rioja   | 12 de mayo | 20:15 |             |
| FC Barcelona Intersport | 29 - 30 | BM Atlético de Madrid | 12 de mayo | 20:15 | Teledeporte |

| CBM Torrevieja          | 28 - 31 | Fraikin BM Granollers   | 18 de mayo | 20:30 |             |
| AMAYA Sport San Antonio | 28 - 37 | BM Atlético de Madrid   | 19 de mayo | 18:30 | Sportmanía  |
| Alser Puerto Sagunto    | 26 - 26 | Maygar BM Antequera     | 19 de mayo | 18:30 |             |
| Caja3 BM Aragón         | 26 - 27 | Cuatro Rayas Valladolid | 19 de mayo | 19:00 |             |
| Naturhouse La Rioja     | 31 - 26 | BM Ciudad Encantada     | 19 de mayo | 20:00 |             |
| Helvetia Anaitasuna     | 26 - 26 | Academia Octavio        | 20 de mayo | 12:30 |             |
| Quabit BM Guadalajara   | 25 - 27 | BM Huesca               | 20 de mayo | 19:00 |             |
| Reale Ademar León       | 30 - 34 | FC Barcelona Intersport | 20 de mayo | 21:00 | Teledeporte |

| Cuatro Rayas Valladolid | 30 - 28 | AMAYA Sport San Antonio | 2 de junio | 18:00 |             |
| BM Huesca               | 32 - 28 | Caja3 BM Aragón         | 2 de junio | 18:00 |             |
| Maygar BM Antequera     | 26 - 21 | Quabit BM Guadalajara   | 2 de junio | 18:00 |             |
| Academia Octavio        | 33 - 29 | Alser Puerto Sagunto    | 2 de junio | 18:00 |             |
| BM Ciudad Encantada     | 34 - 33 | Helvetia Anaitasuna     | 2 de junio | 18:00 |             |
| Fraikin BM Granollers   | 25 - 25 | Naturhouse La Rioja     | 2 de junio | 18:00 |             |
| FC Barcelona Intersport | 38 - 28 | CBM Torrevieja          | 2 de junio | 18:00 | Teledeporte |
| BM Atlético de Madrid   | 25 - 25 | Reale Ademar León       | 2 de junio | 18:00 | Sportmanía  |

## Evolución de la clasificación
| Equipo / Jornada | 01 | 02 | 03 | 04 | 05 | 06 | 07 | 08 | 09 | 10 | 11 | 12 | 13 | 14 | 15 | 16 | 17 | 18 | 19 | 20 | 21 | 22 | 23 | 24 | 25 | 26 | 27 | 28 | 29 | 30 |
| ---------------- | -- | -- | -- | -- | -- | -- | -- | -- | -- | -- | -- | -- | -- | -- | -- | -- | -- | -- | -- | -- | -- | -- | -- | -- | -- | -- | -- | -- | -- | -- |
| Barcelona        | 1  | 1  | 1  | 1  | 1  | 1  | 2  | 2  | 2  | 2  | 1  | 1  | 1  | 1  | 1  | 1  | 1  | 1  | 1  | 1  | 1  | 1  | 1  | 1  | 1  | 1  | 1  | 1  | 1  | 1  |
| Atlético         | 5  | 2  | 2  | 2  | 2  | 2  | 1  | 1  | 1  | 1  | 2  | 2  | 2  | 2  | 2  | 2  | 2  | 2  | 2  | 2  | 2  | 2  | 2  | 2  | 2  | 2  | 2  | 2  | 2  | 2  |
| Ademar           | 4  | 4  | 3  | 3  | 3  | 3  | 3  | 3  | 3  | 3  | 3  | 3  | 3  | 3  | 4  | 3  | 3  | 4  | 4  | 4  | 4  | 4  | 3  | 3  | 3  | 3  | 3  | 3  | 3  | 3  |
| Valladolid       | 12 | 6  | 8  | 6  | 4  | 4  | 6  | 4  | 4  | 4  | 4  | 4  | 4  | 4  | 3  | 4  | 4  | 3  | 3  | 3  | 3  | 3  | 4  | 4  | 4  | 4  | 4  | 4  | 4  | 4  |
| Caja3            | 3  | 3  | 5  | 4  | 5  | 5  | 7  | 5  | 6  | 5  | 5  | 6  | 6  | 7  | 5  | 5  | 5  | 5  | 5  | 5  | 5  | 5  | 5  | 5  | 5  | 5  | 5  | 5  | 5  | 5  |
| Cuenca           | 8  | 5  | 4  | 5  | 8  | 8  | 5  | 8  | 9  | 8  | 8  | 9  | 8  | 5  | 8  | 6  | 6  | 6  | 6  | 6  | 6  | 6  | 6  | 6  | 6  | 6  | 6  | 6  | 6  | 6  |
| Naturhouse       | 16 | 15 | 13 | 14 | 12 | 12 | 10 | 11 | 10 | 10 | 9  | 7  | 7  | 8  | 6  | 8  | 8  | 9  | 9  | 9  | 8  | 8  | 9  | 10 | 9  | 9  | 8  | 8  | 7  | 7  |
| Granollers       | 9  | 7  | 6  | 8  | 7  | 9  | 8  | 9  | 8  | 9  | 10 | 10 | 11 | 10 | 11 | 10 | 9  | 7  | 8  | 8  | 9  | 10 | 10 | 9  | 7  | 8  | 9  | 10 | 9  | 8  |
| Torrevieja       | 13 | 16 | 14 | 11 | 9  | 7  | 4  | 7  | 7  | 6  | 6  | 5  | 5  | 6  | 9  | 7  | 7  | 8  | 7  | 7  | 7  | 7  | 7  | 7  | 8  | 7  | 7  | 7  | 8  | 9  |
| San Antonio      | 15 | 9  | 11 | 10 | 11 | 11 | 12 | 10 | 11 | 11 | 11 | 11 | 10 | 11 | 12 | 11 | 11 | 11 | 11 | 10 | 11 | 9  | 8  | 8  | 10 | 10 | 10 | 9  | 10 | 10 |
| Huesca           | 2  | 8  | 9  | 9  | 10 | 10 | 11 | 12 | 13 | 13 | 13 | 12 | 13 | 14 | 14 | 14 | 15 | 15 | 15 | 15 | 15 | 14 | 14 | 14 | 14 | 14 | 14 | 13 | 12 | 11 |
| Anaitasuna       | 6  | 11 | 12 | 13 | 13 | 15 | 13 | 14 | 12 | 12 | 12 | 13 | 12 | 12 | 10 | 13 | 13 | 13 | 13 | 12 | 12 | 12 | 11 | 11 | 11 | 11 | 11 | 11 | 11 | 12 |
| Octavio          | 7  | 10 | 7  | 7  | 6  | 6  | 9  | 6  | 5  | 7  | 7  | 8  | 9  | 9  | 7  | 9  | 10 | 10 | 10 | 11 | 10 | 11 | 12 | 13 | 13 | 13 | 13 | 14 | 14 | 13 |
| Guadalajara      | 10 | 12 | 15 | 16 | 16 | 16 | 16 | 15 | 14 | 15 | 15 | 14 | 14 | 13 | 13 | 12 | 12 | 12 | 12 | 13 | 13 | 13 | 13 | 12 | 12 | 12 | 12 | 12 | 13 | 14 |
| Antequera        | 14 | 14 | 10 | 12 | 14 | 14 | 15 | 13 | 15 | 14 | 14 | 15 | 16 | 15 | 15 | 15 | 14 | 14 | 14 | 14 | 14 | 15 | 15 | 15 | 15 | 15 | 15 | 15 | 15 | 15 |
| Pto Sagunto      | 11 | 13 | 16 | 15 | 15 | 13 | 14 | 16 | 16 | 16 | 16 | 16 | 15 | 16 | 16 | 16 | 16 | 16 | 16 | 16 | 16 | 16 | 16 | 16 | 16 | 16 | 16 | 16 | 16 | 16 |

## Premios y estadísticas

### Siete ideal
Siete ideal escogido por los entrenadores la Liga Asobal.
| Posición          | Jugador                | Equipo                  |
| ----------------- | ---------------------- | ----------------------- |
| Portero           | Danijel Šarić          | FC Barcelona Intersport |
| Extremo izquierdo | Martin Stranovsky      | Reale Ademar León       |
| Lateral izquierdo | Antonio García Robledo | Reale Ademar León       |
| Central           | Joan Cañellas          | BM Atlético de Madrid   |
| Lateral derecho   | László Nagy            | FC Barcelona Intersport |
| Extremo derecho   | Luc Abaló              | BM Atlético de Madrid   |
| Pivote            | Julen Aguinagalde      | BM Atlético de Madrid   |

- Mejor jugador
  -  Julen Aguinagalde, BM Atlético de Madrid

- Mejor defensor
  -  Magnus Jernemyr, FC Barcelona Intersport

- Mejor debutante
  -  Pablo Cacheda, Academia Octavio

- Mejor entrenador
  -  Manolo Laguna, CBM Torrevieja

### Máximos goleadores
| Posición | Jugador                  | Equipo                  | Goles |
| -------- | ------------------------ | ----------------------- | ----- |
| 1°       | Jorge Paván              | BM Ciudad Encantada     | 191   |
| 2°       | Kiril Lazarov            | BM Atlético de Madrid   | 156   |
| 3°       | Ángel Pérez de Inestrosa | BM Ciudad Encantada     | 152   |
| 4°       | Siarhei Rutenka          | FC Barcelona Intersport | 146   |
| 5°       | Martin Stranovsky        | Reale Ademar León       | 144   |
| 6°       | Guillaume Joli           | Cuatro Rayas Valladolid | 141   |
| 7°       | Marko Curuvija           | Naturhouse La Rioja     | 137   |
| 8°       | Ivan Nikcevic            | Cuatro Rayas Valladolid | 135   |
| 9°       | Antonio García           | Reale Ademar León       | 132   |
| 10°      | Novica Rudovic           | Quabit BM Guadalajara   | 129   |

### Mejores Porteros
| Posición | Jugador                 | Equipo                  | Paradas | Lanzamientos |
| -------- | ----------------------- | ----------------------- | ------- | ------------ |
| 1°       | José Manuel Sierra      | Cuatro Rayas Valladolid | 406     | 1046         |
| 2°       | Richard Kappelin        | BM Ciudad Encantada     | 344     | 1007         |
| 3°       | Dimitrije Pejanovic     | CBM Torrevieja          | 312     | 894          |
| 4°       | Javi Díaz               | Academia Octavio        | 302     | 1052         |
| 5°       | Gonzalo Pérez de Vargas | Fraikin BM Granollers   | 300     | 933          |
| 6°       | Jorge Martínez          | Naturhouse La Rioja     | 294     | 832          |
| 7°       | José Javier Hombrados   | BM Atlético de Madrid   | 284     | 709          |
| 8°       | David Bruixola          | Alser Puerto Sagunto    | 280     | 887          |
| 9°       | Jorge Gómez             | Quabit BM Guadalajara   | 275     | 756          |
| 10°      | Blaz Voncina            | BM Huesca               | 271     | 903          |

Fuente: Informe de Competiciones ASOBAL